# 가미마루부치역
가미마루부치역(일본어: 上丸渕駅)은 일본 아이치현 이나자와시에 위치한 나고야 철도 비사이선의 철도역이다. 역 번호는 BS 05이며, 상대식 승강장 2면 2선의 구조를 갖춘 지상역이다.

## 타는 곳
| 1 | ■ 비사이 선 | 하행 | 모리카미 · 이치노미야 방면 |
| 2 | ■ 비사이 선 | 상행 | 쓰시마 방면                |

## 이용 현황
- 2013년 기준 : 1,081명

## 역 주변
- 국도 제155호선
- 니시미조구치 성 터

## 인접 역
| 나고야 철도 비사이선       | 나고야 철도 비사이선 | 나고야 철도 비사이선         |
| -------------------------- | -------------------- | ---------------------------- |
| BS 04 마루부치 야토미 방면 | ■ 비사이선           | 모리카미 BS 06 다마노이 방면 |